# Étranger, signe-toi
Pour plus de détails, voir Fiche technique et Distribution.
Étranger, signe-toi (Straniero... fatti il segno della croce!) est un western spaghetti italien réalisé par Demofilo Fidani et sorti en 1968.

## Synopsis
Lors d'un braquage de banque, le chef des braqueur, Donovan, est blessé. Lui et son frère vivent dans la ville de White City où y font régner la terreur : l'un menace les gens, l'autre ramasse les sommes d'argent que les gens paient pour se protéger du premier. Puisque leurs têtes est mise à prix, le chasseur de primes Frank débarquent bientôt à White City. Il en fait une affaire personnelle puiqu'il a en outre le meurtre d'un ami à venger des deux frères. Avec l'aide de l'infirme Zoppo, il parvient à libérer peu à peu la ville des bandits. 

## Fiche technique
- Titre français : Étranger, signe-toi[1]
- Titre original italien : Straniero... fatti il segno della croce![2]
- Réalisation : Demofilo Fidani
- Scenario : Corrado Patara, Demofilo Fidani
- Photographie :	Franco Villa (it)
- Montage : Mariano Arditi
- Musique : Marcello Gigante
- Décors et costumes : Mila Vitelli Valenza
- Maquillage : Gennaro Visconti
- Production : Corrado Patara, Demofilo Fidani
- Société de production : Mila Cinematografica
- Pays de production :  Italie
- Langue originale : Italien
- Format : Couleurs par Eastmancolor - Son mono - 35 mm
- Durée : 88 minutes
- Genre : Western spaghetti
- Dates de sortie :
  - Italie : 2 août 1968 (Milan)
  - France : 9 juillet 1969[1]

## Distribution
- Charles Southwood : Frank, le chasseur de primes
- Jeff Cameron : Lucas Carson
- Ettore Manni : Blake, l'infirme
- Cristina Penz : Trudy
- Massimo Righi (sous le nom de « Simone Blondell ») : Nick
- Calisto Calisti (it) (sous le nom de « Anthony Stewens ») : Carson Donovan
- Lino Coletta : un homme armé
- Joe D'Amato (sous le nom de « Ariston Massacchussetts ») : Willie Massacchuttets
- Mel Gaynes : James Donovan
- Dino Strano : un sbire de Donovan
- Fabio Testi : un sbire de Donovan
- Simonetta Vitelli (sous le nom de « Simone Blondell ») : la fille de Sullivan
- Amerigo Leoni (sous le nom de « Castor Gail ») : un bandit
- Luciano Doria : le banquier
- Giovanni Ivan Scratuglia
- Giovanni Querel
- Joe Sentieri (sous le nom de « William Reed »)
- Red Mindlestone
- Mary Cupinelli
- Emanuele Gonzales